# Coupe Adolphe-Jauréguy
‌

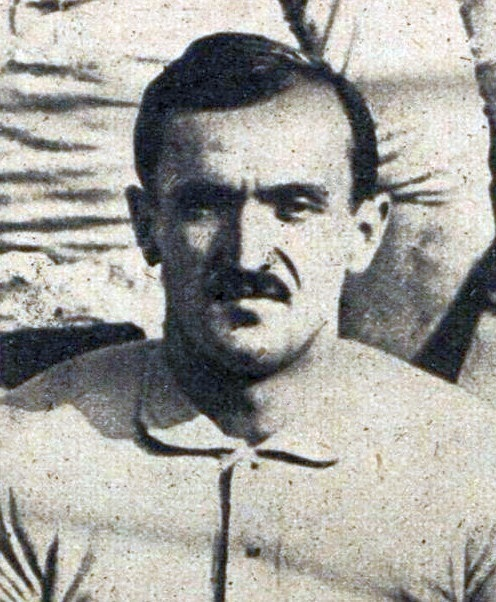
Trophée en hommage au Tarbais Adolphe Jauréguy.

La Coupe Adolphe-Jauréguy fut une compétition de rugby à XV française concernant les clubs non qualifiés en championnat lors de cette unique saison en 1974.
Cette compétition regroupait donc les 8 derniers clubs du groupe A (les 2 derniers des 4 poules de 8 soit Aurillac, Graulhet, Dijon, Le Boucau, Valence, Castres, Beaumont et Grenoble) et les 24 derniers clubs du groupe B (les clubs classés entre la 3e et la dernière places des 4 poules de 8).
Les premiers de chaque groupe disputent les quarts de finale de la compétition.
Les 2e et 3e de chaque groupe se maintiennent dans l’élite portée à 64 clubs tandis que les derniers descendent en deuxième division (Condom, Mauléon, Fumel, Sorgues, Villeneuve sur Lot, Châlon, Mimizan et Peyrehorade).

## Phase de poules

### Poule 1
- Castres (issue du groupe A)
- Châlon

### Poule 2
- Boucau Tarnos stade (issue du groupe A)
- Bourgoin
- Caumaux
- Villeneuve sur Lot

### Poule 3
- Aurillac (issue du groupe A)
- Gaillac
- Périgueux
- Sorgues

### Poule 4
- Valence (issue du groupe A)
- Condom

### Poule 5
- SC Graulhet (issue du groupe A)
- Auch
- Peyrehorade

### Poule 6
- Tyrosse
- Grenoble (issue du groupe A)
- Saint-Claude
- Mauléon

### Poule 7
- Beaumont de Lomagne (issue du groupe A)
- Mimizan

### Poule 8
- Romans
- Dijon (issue du groupe A)
- Fumel

## Quarts de finale
- Castres-Le Boucau 22-3
- Valence-Perigueux 16-9
- Tyrosse-Graulhet 19-12
- Marmande-Beaumont 19-12

## Demi-finales
- Castres-Tyrosse 11-9
- Valence-Marmande 15-12

## Finale
En finale, Castres  s'impose au parc des Sports de Sauclières de Béziers dans un match indécis (10-6) face à la redoutable équipe du Valence sportif emmené par le capitaine et troisième ligne du XV de France Élie Cester.
| Compétition            | Date de la finale | Vainqueur         | Score | Finaliste       | Lieu de la finale                      |
| ---------------------- | ----------------- | ----------------- | ----- | --------------- | -------------------------------------- |
| Coupe Adolphe Jauréguy | 25 mai 1974       | Castres olympique | 10-6  | Valence sportif | Parc des Sports de Sauclières, Béziers |